# Graf DK 19

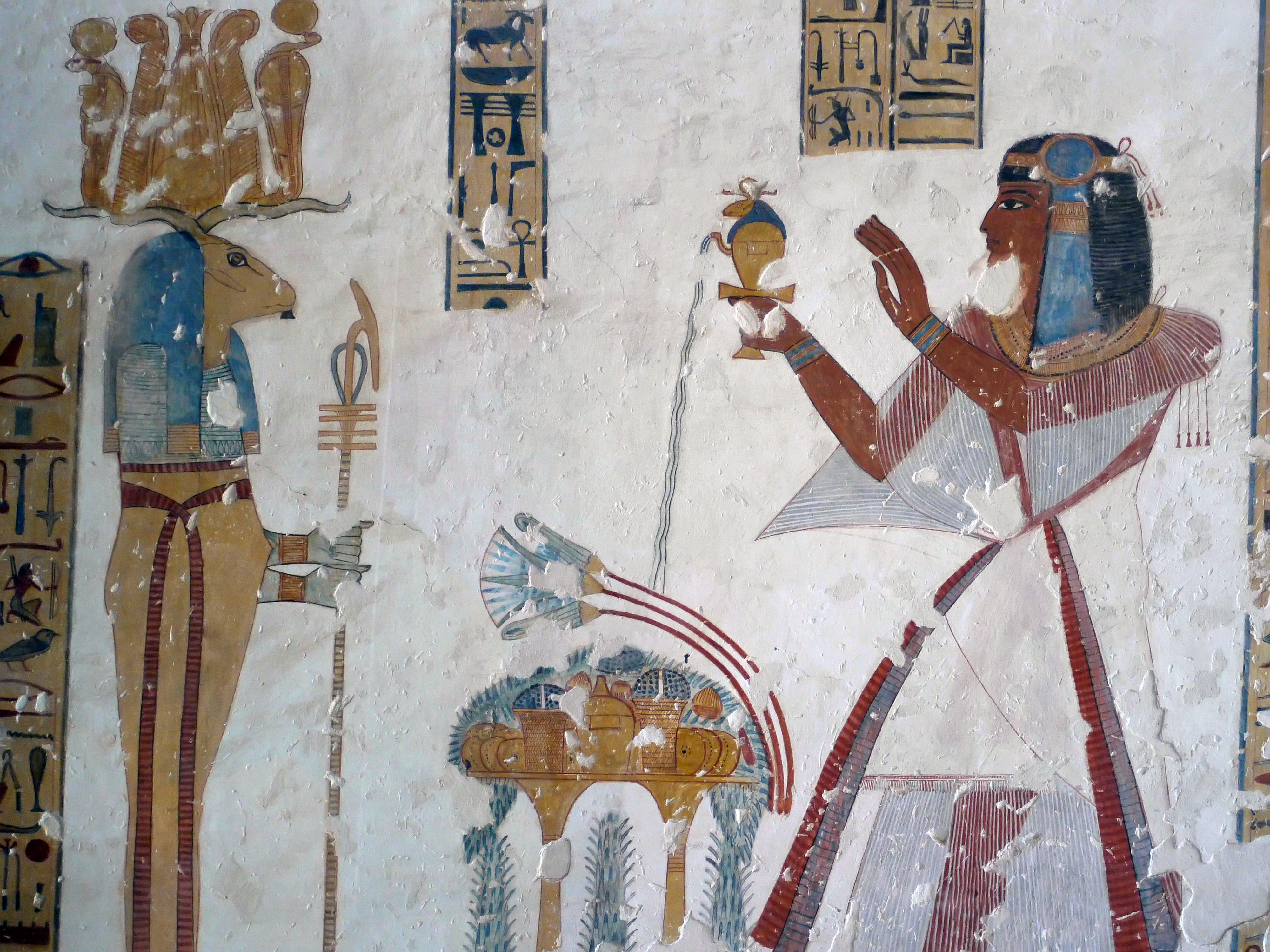
Muurschildering in DK 19

Graf DK 19 in het Thebaanse Dal der Koningen, de faraonische necropolis, is toegewezen aan de prins Montoeherchepsjef. Hij was de zoon van farao Ramses VIII, voor wie DK19 eigenlijk eerst bedoeld was. Ramses VIII is er nooit begraven, maar men weet niet waar dan wel in het Dal. De tombe is klein (oppervlakte = 132,83 m²) en onafgemaakt.
De tombe wordt door relatief weinig toeristen bezocht.